# 에릭 헤러츠
에릭 마리아 람베르튀스 헤러츠(네덜란드어: Eric Maria Lambertus Gerets, 1954년 5월 18일 ~ )는 벨기에의 은퇴한 축구 선수, 지도자로 선수 시절 포지션은 라이트백이었다.
지역 아마추어 축구팀인 AA 레컴에서 선수 생활을 시작하였으며, 스탕다르 리에주와 PSV 에인트호번에서 성공적인 활약을 하였다. "플랑드르의 사자"라는 별명으로 잘 알려진 그는 전성기에 유럽 최고의 라이트백 중 한 명으로 여겨졌고, 벨기에 축구 역사상 가장 위대한 축구 선수 중 한 명으로 꼽힌다. 1988년에 PSV 주장을 맡았고, 그 해에 유러피언컵 우승을 달성했다. 벨기에 축구 국가대표팀 소속으로 활동하여 FIFA 월드컵에 3회 참가하여 1986년 월드컵 대회에서 4위에 올랐다. 또한 UEFA 유로 1980에서 벨기에의 준우승에 기여했다.
은퇴 후 지도자의 길을 걸었고, 벨기에와 네덜란드, 독일, 터키, 프랑스, 사우디아라비아, 카타르, 아랍에미리트의 클럽들의 지휘봉을 잡았으며, 모로코 축구 국가대표팀의 감독을 맡기도 했다. 그는 조제 모리뉴, 카를로 안첼로티, 조반니 트라파토니, 토미슬라브 이비치, 에른스트 하펠과 함께 4개국 이상의 리그 우승을 차지한 6명의 감독 중 한 명이다.

## 수상

### 선수

#### 팀
- 스탕다르 리에주
  - 벨기에 프로 리그 (2): 1981-82, 1982-83
  - 벨기에 컵 (1): 1980–81
  - 벨기에 슈퍼컵 (1): 1981
- PSV
  - 에레디비시 (6): 1985–86, 1986–87, 1987–88, 1988–89, 1990-91, 1991-92
  - KNVB 컵 (3): 1987-88, 1988-89, 1989-90
  - 유러피언 컵 (1): 1987-88

#### 개인
- 벨기에 골든 슈 : 1982